# Parazavrolof
Parazavrolof (znanstveno ime Parasaurolophus) je imel večinoma mavrične barve: rdečo, modro in rumeno. Spadal je med pahikefalozavre. Samice so bile mavričnih barv in brez lusk, samci pa so bili čisto zeleni in luskinasti, ter imeli daljši naglavni greben. Bili so visoki in gibčni, vendar pogosto plen tiranozavrov. Jedli so večinoma travo, pa tudi kamenje ni bilo izbrisano z jedilnika. Njegovo ime pomeni »Podoben grebenastemu kuščarju« Z nerazločnim grčanjem je samec opozoril čredo na nevarnost.  
Parazavrolof je bil visok pol deseti meter, torej 9,5 metra in dolg celih 14 metrov. Imel je tri metre 80 dolg rep in 2,3 m dolg vrat. Kljub tej velikosti je spadal med srednje velike dinozavre. Živel je od pred 91 milijoni let do konca obdobja dinozavrov (65 mio. let nazaj).
Našli so ga v Kanadi na jugovzhodu in na jugozahodu ZDA.